# Monumento a Samuel Hahnemann
El Monumento a Samuel Hahnemann, también conocido como Dr. Samuel Hahnemann, es una obra de arte pública dedicada a Samuel Hahnemann, el fundador de la homeopatía. Está ubicado en el lado este de Scott Circle, una rotonda en el cuadrante noroeste de Washington D. C. El monumento de estilo neoclásico consta de una exedra diseñada por el arquitecto Julius Harder y una estatua esculpida por Charles Henry Niehaus, cuyas obras incluyen el John Paul Jones Memorial en Washington D. C. y varias estatuas en la Colección National Statuary Hall. El monumento es significativo porque Hahnemann es el primer extranjero no asociado con la Revolución de las Trece Colonias en ser honrado con una escultura en Washington D. C.
El monumento fue dedicado en 1900 luego de años de esfuerzos de recaudación de fondos por parte del Instituto Americano de Homeopatía. Entre los miles de asistentes a la ceremonia de inauguración se encontraban ciudadanos destacados, incluidos el presidente William McKinley, el fiscal general John W. Griggs y el general John Moulder Wilson. El monumento se volvió a dedicar en 2000 y se completó un proceso de restauración en 2011. Fue incluido en el Registro Nacional de Lugares Históricos en 2007. El monumento y el lote que lo rodea son propiedad del Servicio de Parques Nacionales, una agencia federal del Departamento del Interior, que los mantiene.

## Historia

### Fondo
Samuel Hahnemann (1755–1843) fue un médico alemán que creó la homeopatía, un sistema de medicina alternativa que se considera una pseudociencia. Estudió química y medicina en la Universidad de Erlangen-Nuremberg, obteniendo el título de médico en 1779. Luego fue nombrado cirujano en jefe en un hospital en Dresde y luego se desempeñó como superintendente de un manicomio en Georgenthal. Mientras trabajaba en la facultad de la Universidad de Leipzig, Hahnemann se desilusionó con los procedimientos médicos estándar de la época, incluidos los medicamentos y las hemorragias. Siguió lo que consideraba "leyes naturales" de la medicina, oponiéndose a la medicina moderna y desarrolló las "leyes de los similares" ( similia similibus curantur, que significa que lo similar es curado por lo similar). Sus puntos de vista poco ortodoxos fueron controvertidos en ese momento, pero Hahnemann continuó con sus estudios homeopáticos y publicó varios trabajos, incluidos The Organon of the Healing Act (1810), Materia Medica Para (1811–1821) y The Chronic Diseases, Their Peculiar Nature. y su cura homeopática (1828). Se le considera la mayor influencia en la práctica de la homeopatía, que fue muy influyente a finales del siglo XIX y principios del XX.
Un monumento en honor a Hahnemann fue propuesto por primera vez en 1881 por el médico James H. McClelland en una reunión de la Sociedad Médica Homeopática. No fue hasta junio de 1892 en la 45ª Sesión del Instituto Americano de Homeopatía (AIH) que la organización acordó emprender el proyecto. Los miembros de la comunidad homeopática de la nación comenzaron a recaudar fondos, incluida la donación individual más grande de 4510 dólares por parte de la médica Nancy T. Williams. El AIH fue asistido en su esfuerzo por la Sociedad Nacional de Escultura, que formó un comité para seleccionar un artista y un diseño. El comité estaba formado por los escultores George Edwin Bissell, Daniel Chester French y Olin Levi Warner, y los arquitectos Thomas Hastings y Russell Sturgis. Se realizó un concurso de diseño con 25 modelos presentados. Se exhibieron en la Academia Estadounidense de Bellas Artes en la ciudad de Nueva York, la primera vez que se realizó una exhibición pública de modelos de competencia en el país. El comité seleccionó por unanimidad el modelo presentado por Charles Henry Niehaus (1855-1935).

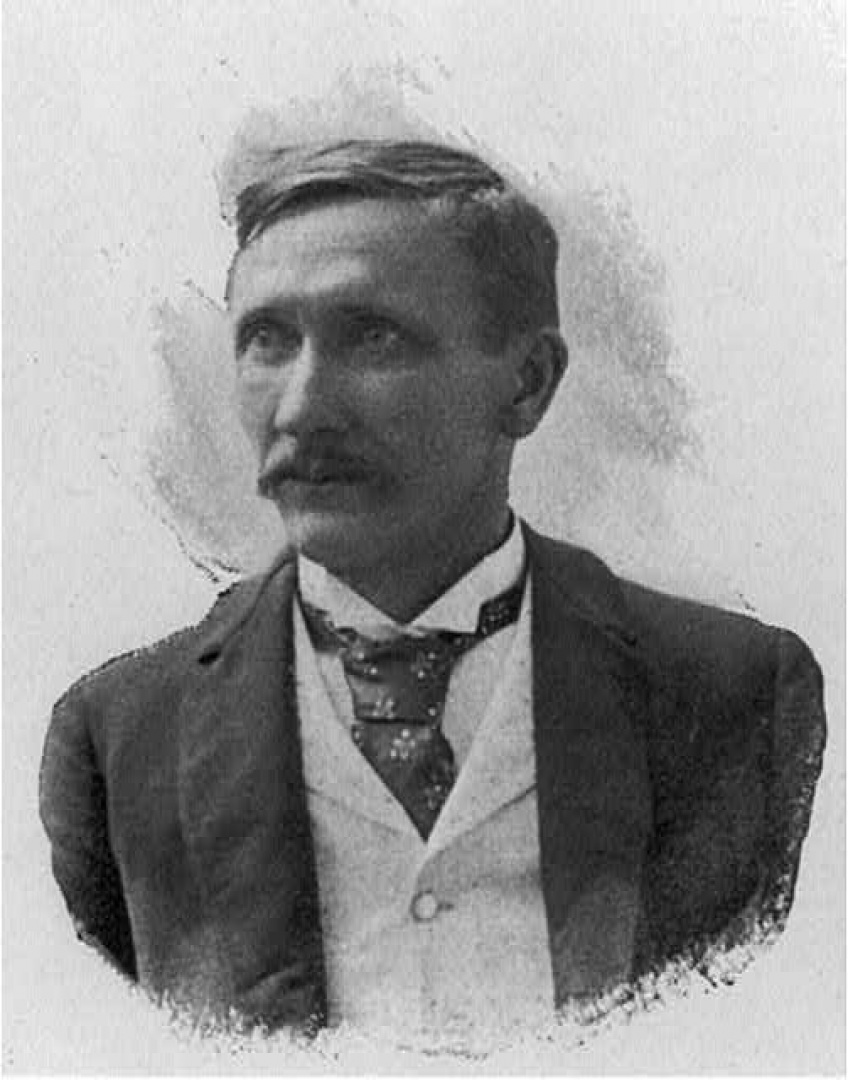
Escultor Charles Henry Niehaus en 1896

Niehaus era un alemán-estadounidense de Ohio que asistió a la Royal Academy en Munich. En 1881, el gobierno del estado de Ohio le encargó que creara una estatua del recientemente asesinado presidente James A. Garfield. Se mudó a la ciudad de Nueva York en 1887 y abrió un estudio donde sus obras incluyeron los frontones de la Corte de Apelaciones del Estado de Nueva York y las puertas de la Iglesia de la Trinidad. Niehaus fue conocido por su trabajo de retratos, incluidas ocho estatuas para la Salón Nacional de las Estatuas en el Capitolio de los Estados Unidos y dos obras para la Sala de lectura principal del Thomas Jefferson Building. Su estatua de John Paul Jones en Washington D. C. figura en el Registro Nacional de Lugares Históricos (NRHP). Niehaus creó la imagen de Hahnemann utilizando un busto esculpido por David d'Angers que ahora se encuentra en el Hospital Saint Jacques de París.
Mientras se recaudaban fondos para el monumento, el permiso para instalar la estructura en Washington D. C. fue un proceso largo y difícil. Hahnemann no era estadounidense y nunca había visitado el país. Los partidarios del monumento presionaron a los miembros del Congreso para que apoyaran su construcción, pero el presidente Grover Cleveland se negó a firmar el acuerdo. Después de la elección del presidente William McKinley, los partidarios renovaron sus esfuerzos y finalmente ganaron el apoyo de muchos miembros del Congreso y del presidente. Pero en 1899, fracasó una votación del Congreso para autorizar la colocación del monumento en Washington D. C. Miembros como el representante L. Irving Handy de Delaware argumentaron que solo las personas que hayan tenido carreras distinguidas en las ramas militar o civil del gobierno nacional deberían ser honradas en la ciudad. Los partidarios finalmente obtuvieron la aprobación del Congreso el 31 de enero de 1900, cuando los miembros votaron para aprobar la ubicación del monumento y asignar 4000 dólares para su fundación. Hahnemann se convirtió en el primer extranjero no asociado con la Revolución de las Trece Colonias en ser honrado con una escultura en Washington D. C. El sitio seleccionado para el monumento fue elegido por un comité creado por el Congreso. El comité incluía a McClelland, quien primero propuso el monumento, al senador George P. Wetmore y al general John Moulder Wilson. El comité eligió un sitio en el lado este de Scott Circle "debido a sus abundantes oportunidades para mostrar de la mejor manera las líneas delicadas que son características del trabajo del artista". El arquitecto elegido para diseñar el monumento fue Julius Harder de la firma Israel and Harder. La estatua fue fundada por Gorham Manufacturing Company y el contratista fue Maine & New Hampshire Granite Company. El costo total del monumento y su instalación fue de alrededor de 75 000 dólares.

### Dedicación

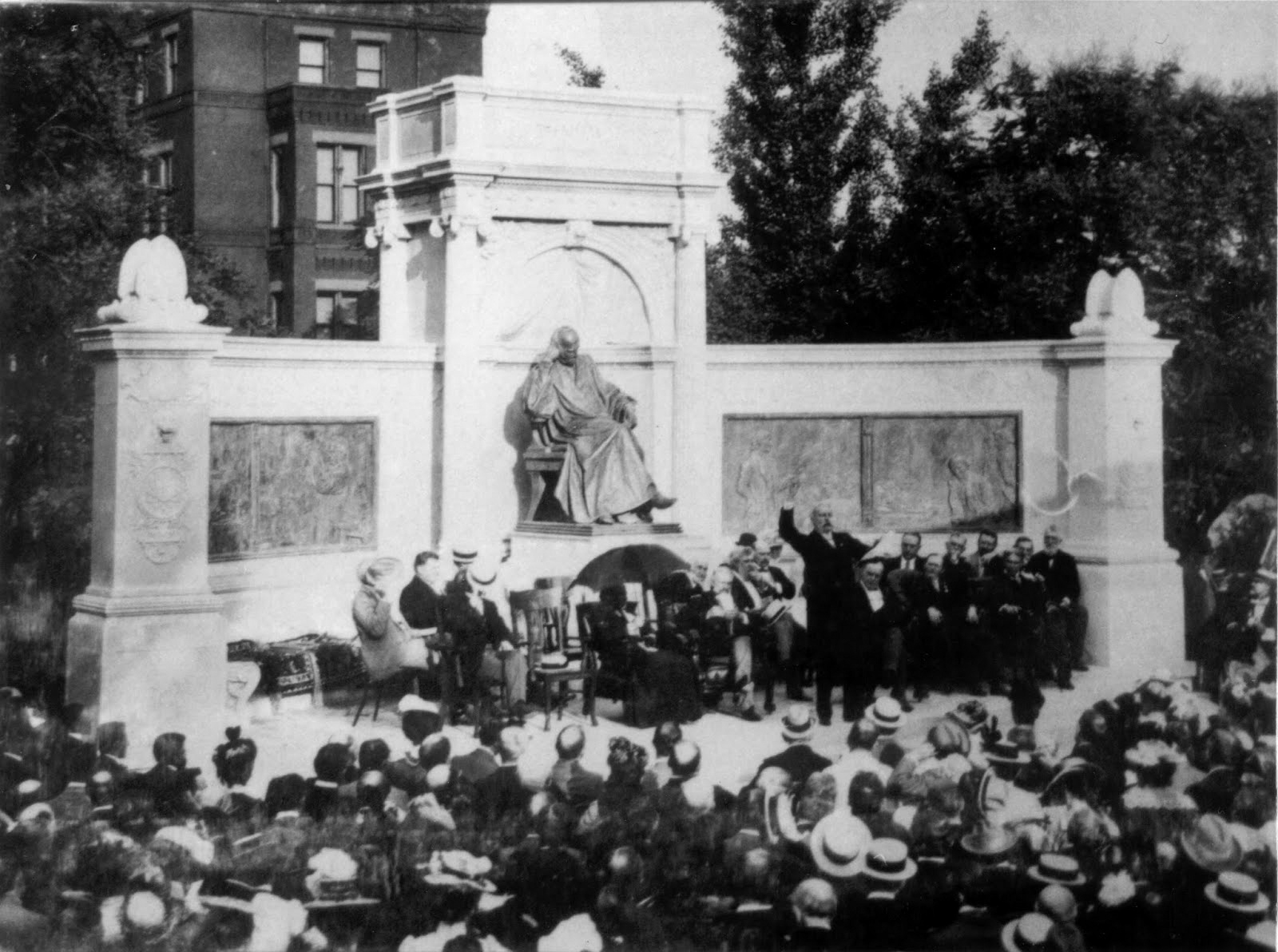
La dedicación del monumento en 1900

La ceremonia de dedicación tuvo lugar el 21 de junio de 1900, durante una convención de AIH. Miles de personas, incluidos cientos de profesionales médicos, asistieron a la elaborada ceremonia en Scott Circle. Frente al monumento había sillas para invitados distinguidos, incluidos el presidente McKinley y su esposa, Ida, ambos partidarios de la homeopatía, el fiscal general John W. Griggs, el general Wilson y el comisionado de distrito Henry Brown Floyd MacFarland. Se construyó un andamio temporal, adornado con banderas y banderines, para proteger a estos invitados del sol. Cuando llegó el presidente, la Banda de la Marina tocó Hail to the Chief.
El médico James Bayard Gregg Custis de Washington D. C. presidió el evento. Sus comentarios incluyeron: "Este monumento se erige con la esperanza de que desde él, como centro, se pueda difundir la verdad que resulte en la disminución del sufrimiento y el aumento de la utilidad de la humanidad". La invocación fue proporcionada por el ministro presbiteriano Benjamin Franklin Bittinger. McClelland, quien se desempeñó como presidente del comité del monumento, pronunció un breve discurso y presentó formalmente el monumento al AIH. Luego, el monumento se inauguró mientras la Marine Band tocaba My Country, 'Tis of Thee. El presidente de la AIH, el médico Charles E. Walton de Cincinnati, hizo entrega del monumento al gobierno en nombre de los miembros de la organización. Dijo: "Su labor hace posible, en este año memorable de 1900, que marca en la esfera del tiempo el punto divisorio de los siglos, erigir en la capital de nuestra nación este hermoso monumento que conmemora a la vez el genio de Samuel Hahnemann y la lealtad de sus seguidores". Se leyó una oda del médico William Tod Helmuth de Nueva York seguida de la aceptación del monumento por parte del representante del gobierno, el coronel Theodore A. Bingham. Dijo: "Es un gran placer tener el honor, como funcionario del gobierno a cargo de los edificios y terrenos públicos en el Distrito de Columbia, de aceptar este monumento en nombre del gobierno, y les aseguro que se hará todo lo posible tomarse para su conservación".
La Marine Band luego tocó " The Star-Spangled Banner " seguido de un discurso del Fiscal General Griggs. Dijo: "En el centro de este parque se encuentra la estatua de un gran guerrero, el general Scott; al otro lado hay una estatua de un gran estadista y orador, Daniel Webster. Aquí de este lado, con gran acierto, se ha colocado la estatua de un científico, un reformador, un buen médico. Hay, dijo, sólo una prueba de dignidad, y es que un hombre haya obrado desinteresadamente, en interés de su país, de la humanidad y del mundo. Fue mérito del Dr. Hahnemann, dijo, exponer la falacia, descubrir la verdad y descubrir los errores". La ceremonia concluyó con la multitud dando tres vítores por el presidente seguido por la banda tocando música. Tras la ceremonia, el presidente invitó a unos 1.000 invitados a la Casa Blanca y los recibió en los salones oficiales.

### Historia posterior
El 21 de junio de 2000, cien años después de la dedicación original, AIH organizó "Homeopatía 2000: Rededicación y celebración en Washington D. C.". Se llevó a cabo una ceremonia de rededicación organizada por sociedades homeopáticas y otras organizaciones con una escolta de las fuerzas armadas y música por el Marine Band Brass Quintet. Fue durante esta ceremonia que los asistentes se dieron cuenta de que el monumento necesitaba reparaciones, incluido el mosaico que se estaba desmoronando sobre la estatua. La médica Sandra M. Chase del Comité de Preservación del Monumento Hahnemann del Instituto Americano de Homeopatía organizó una campaña de recaudación de fondos llamada Proyecto de Restauración del Monumento Hahnemann. Durante los siguientes años, los miembros de AIH y el público recaudaron más de $30,000 para reparaciones. En colaboración con el Servicio de Parques Nacionales (NPS), el comité contrató a la conservadora Judy Jacob para supervisar la restauración. El proceso incluyó la evaluación y limpieza de la estatua, la limpieza del edificio de granito, la restauración del lavabo de la fuente y el pedestal en la parte posterior del monumento, y la colocación y nivelación del ladrillo en la plaza circundante. También se reemplazó un roble que faltaba y se cubrió un camino informal. La finalización del proyecto de restauración estuvo marcada por un evento en el sitio del monumento el 16 de septiembre de 2011, al que asistieron representantes del NPS y AIH.
El monumento se agregó al Inventario de sitios históricos del Distrito de Columbia el 22 de febrero de 2007 y al NRHP el 11 de octubre de 2007. También se designa una propiedad que contribuye al distrito histórico de Sixteenth Street, que figura en el NRHP en 1978. El monumento y el lote circundante son propiedad y están mantenidos por el NPS, una agencia federal del Departamento del Interior.

## Diseño y ubicación

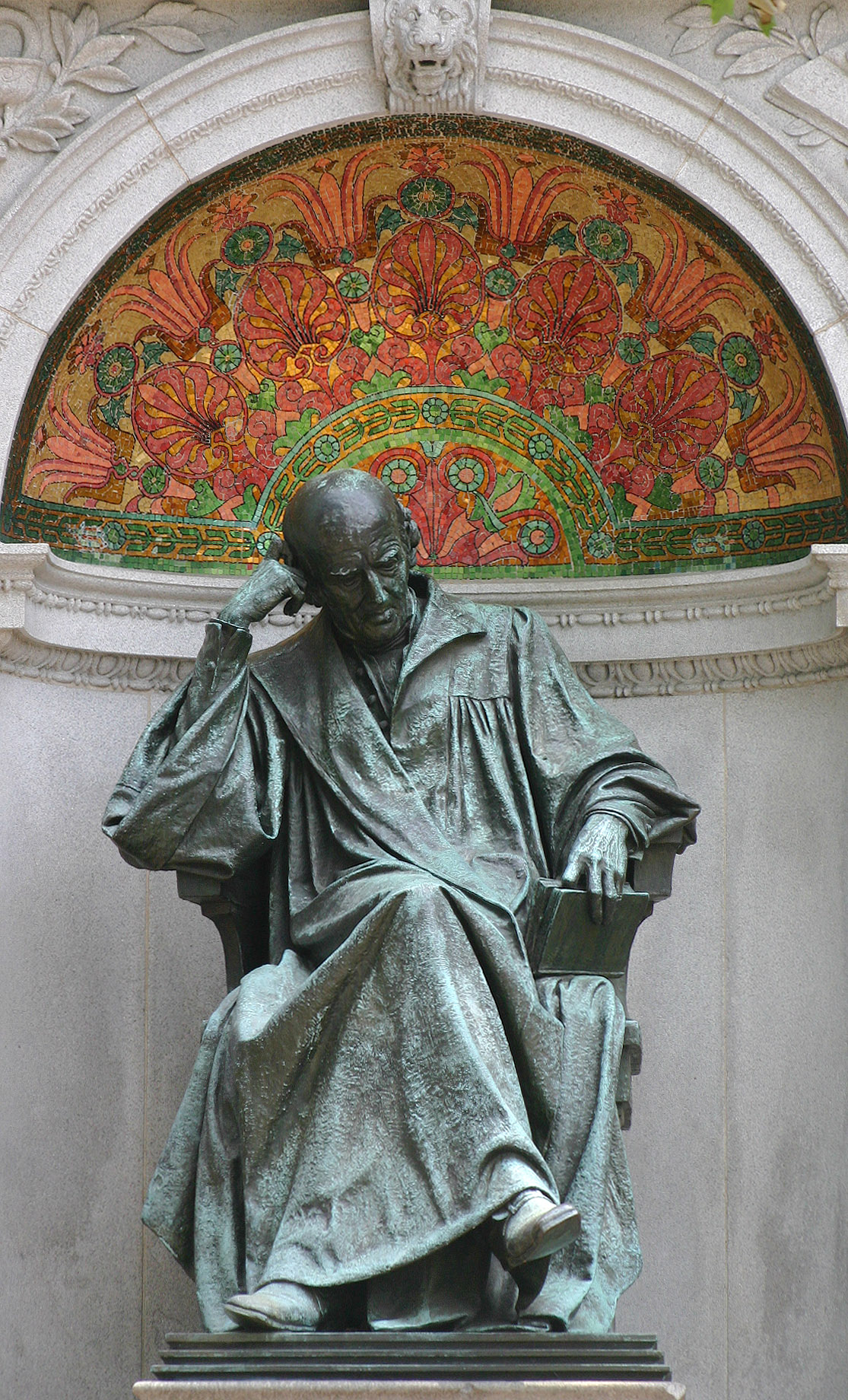
La estatua de Hahnemann.

El Monumento a Samuel Hahnemann está ubicado en la Reserva 64, un pequeño lote triangular en el lado este de Scott Circle entre Corregidor Street, Massachusetts Avenue y Rhode Island Avenue NW. El monumento mira al oeste hacia la rotonda y la estatua ecuestre del teniente general Winfield Scott de Brevet. En el lado opuesto del círculo está el Daniel Webster Memorial, también incluido en el NRHP.
El monumento neoclásico consiste en una exedra con una estatua sentada de Hahnemann en un nicho central. La estatua mide 1,8 m alto, 0,8 m de ancho, y 0,9 m largo. Lleva túnicas largas y tiene la pierna derecha cruzada sobre la izquierda. El brazo derecho de Hahnemann descansa sobre el brazo de la silla mientras su cabeza descansa sobre su mano derecha. Su brazo izquierdo descansa sobre el brazo izquierdo de la silla y su mano izquierda sostiene un libro. Hahnemann se representa calvo y parece concentrado mientras mira hacia abajo a su izquierda. Sobre Hahnemann en el nicho hay un mosaico de cerámica decorativa diseñado en estilo Art Nouveau y cabeza de león en piedra angular. A ambos lados de la cabeza de león hay relieves de piedra. El relieve de la derecha es una serpiente envuelta alrededor de un cáliz y el relieve de la izquierda es un libro abierto y un cuenco de farmacia. El nicho está flanqueado por columnas y un panel superior lleva la inscripción "HAHNEMANN". Debajo de la estatua hay una inscripción en latín, "SIMILIA / SIMILIBUS / CURENTUR", que se traduce como "Lo similar se cura con lo similar". A ambos lados de la hornacina hay un par de relieves de bronce esculpidos por Niehaus, cada uno de 1,2 m alto y 0,3 m de largo. Los relieves de la izquierda representan a Hahnemann como estudiante y como químico. La inscripción en alemán "DIE MILDE MACHT IST GROSS", que significa "El poder suave es grande", se encuentra debajo de los relieves de la izquierda. Los relieves de la derecha representan a Hahnemann como maestro y como médico. La inscripción en latín "IN OMNIBUS CARITAS", que significa "En todas las cosas, caridad", se encuentra debajo de los relieves de la derecha. Un motivo de concha se encuentra sobre los relieves de cada lado. En cada extremo de la exedra hay un poste adornado con un escudo y una cabeza de león. Una gran concha está en la parte superior de cada uno de estos postes. Cuatro escalones semicirculares conducen a la exedra. La exedra es 7,6 m de alto, 11 m de largo, y 7,3 m de ancho. En la parte posterior de la exedra hay un cuenco de fuente con un pico de fuente en forma de pájaro y un relieve de dos figuras desnudas arrodilladas espalda con espalda.
Las inscripciones en el monumento incluyen lo siguiente:
- FEC '96 Gorham MFG Co / Fundadores
- CH Niehaus (primer relieve de bronce a la izquierda)
- CH Niehaus 1896 (segundo relieve de bronce a la izquierda)
- CH Niehaus 96 (primer relieve en bronce a la derecha)
- CH Niehaus/FEC (segundo relieve de bronce a la derecha)
- HAHNEMANN (encima del nicho)
- SIMILIA / SIMILIBUS / CURENTUR (base de la figura)
- AUDE SAPERE (lado izquierdo de la figura)
- NON INUTILIS VIXI (lado derecho de la figura)
- EN OMNIBUS CARITAS (bajo relieves, lado derecho)
- DIE MILDE MACHT IST GROSS (bajo relieves, lado izquierdo)
- ERLANGEN / DESSAU (poste final izquierdo)
- COETHEN / LEIPZIG (poste del extremo derecho)
- MCM / CHRISTIAN FRIEDRICH SAMUEL HAHNEMANN / DOCTOR EN MEDICINA / HOFRATH / LÍDER DE LA GRAN / REFORMA MÉDICA / DEL SIGLO XIX / FUNDADOR DE LA / * * ESCUELA HOMEOPÁTICA (reverso de exedra, panel central)
- PARÍS 2 DE JULIO DE 1843 (reverso de exedra, panel derecho)
- MEISSEN 11 DE ABRIL DE 1755 (reverso de exedra, panel izquierdo)